# Імператорський порцеляновий завод

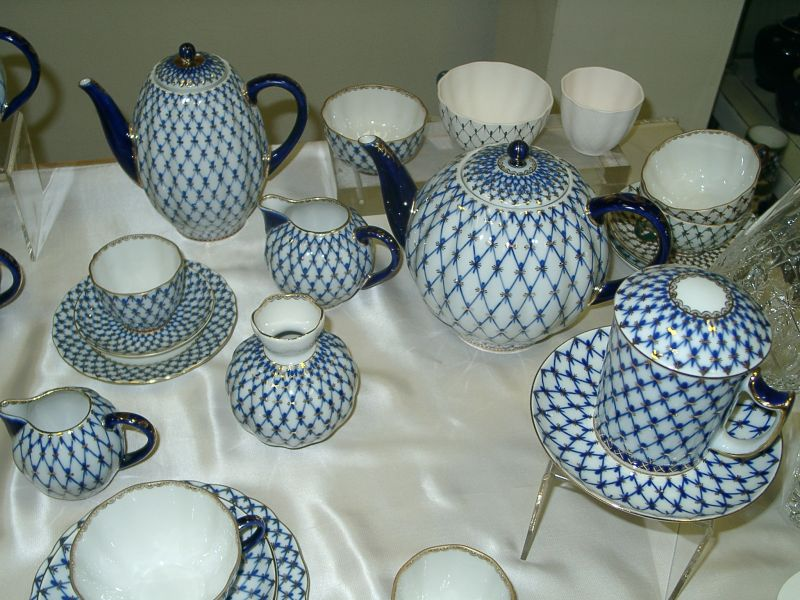
Малюнок

59°52′49″ пн. ш. 30°26′30″ сх. д. / 59.880278° пн. ш. 30.441667° сх. д.
Імпера́торський порцеля́новий заво́д — одне з найстаріших подібних підприємств Європи, перша і одна з найбільших у Росії підприємств з виробництва художніх порцелянових виробів. Розташований в Санкт-Петербурзі.
Спочатку іменувався «Порцеліновая мануфактура», з 1765 — Імператорський порцеляновий завод, з 1917 — Державний порцеляновий завод (ГФЗ — абревіатура клейма), в 1925 році заводу у зв'язку з 200-річчям Російської академії наук було присвоєно ім'я М. В. Ломоносова; підприємство отримало офіційне найменування — Ленінградський порцеляновий завод імені М. В. Ломоносова, поряд з яким мала вживання коротка форма — Ломоносовський порцеляновий завод (ЛФЗ — абревіатура клейма тлумачилася і як Ленінградський порцеляновий завод) — до 2005 року.

## Історія
В XVIII столітті в Росії відзначався високий інтерес до порцеляну. 1 лютого 1744 камергер імператриці Єлизавети Петрівни, барон Микола Корф, який перебував з дипломатичним дорученням в Стокгольмі, уклав за дорученням імператриці договір з Христофором Гунгером, який зобов'язався організувати в Санкт-Петербурзі виробництво порцеляну. Організація майбутньої порцелянової мануфактури і нагляд за нею були доручені керуючому кабінету Її Імператорської Величності барону Івану Черкасову.
Гунгер отримав матеріальну підтримку і свободу дій, але не був настільки знаючий, щоб організувати виробництво порцеляни з нуля. За весь час перебування в Росії (1744–1748) він виготовив лише півдюжини чашок сумнівної якості: вони мали викривлену форму, а колір їх був темний. Перед Черкасовим постала проблема: шукати нового майстра за кордоном або довірити виробництво Дмитру Виноградову, російському хіміку, сподвижнику М. Ломоносова, зарахованому на мануфактуру іменним указом імператриці в листопаді 1744 і з самого початку приставленого до Гунгеру для навчання. Вибір Черкасова виявився вдалим: Виноградов зміг налагодити в Санкт-Петербурзі виробництво високоякісного порцеляну.
В 1779 р. на посаду модельмейстера заводу був запрошений французький фахівець Жан-Домінік Рашет (в Росії придбав ім'я Яків Іванович Рашет). Пропрацювавши тут чверть століття, Я. І. Рашет вніс великий внесок у розвиток художнього порцелянового виробництва. Сам він прославився знаменитою серією фігур «Народи Російської держави» (1780-і рр..), яка має велику історико-етнографічну і художню цінність. За моделями Рашета створений також «арабесковий сервіз» (1784) та інші зразки російської порцелянової промисловості (зокрема 27-сантиметровий бюст Катерини II).
Спочатку завод мав статус Імператорської порцелянової мануфактури і розташовувався в 10 верстах від Петербурга. В даний час він знаходиться в межах міста (пр. Обухівської Оборони, 151).
Валеріан Омелянович Галямін (1794–1855) був призначений директором у 1832 році. Керуючи до цього топографічним училищем, він зумів якось вручити імператриці два альбоми своїх акварелей. «Відмінний малювальник» — так говорили про нього при дворі. Можливо, не це відіграло роль при виборі його кандидатури на посаду директора витонченого заводу, але його смак до прекрасного очевидно позначився на продукції підприємства. При Галяміні стали працювати такі художники-майстри, як А. Воронихин, С. Піменов. Були побудовані лазарет, аптека, богодільня. Створені бронзовий заклад, гончарна майстерня. Відкриті вітчизняна школа майстрів-художників по порцеляну та училище для дітей працівників заводу. До 100-річчя виробництва створили музей, де демонструвалися зразкові вироби. Словом, за 16 років плідної роботи Галямін увійшов в історію заводу як найкращий директор.
В кінці XIX століття імператор Олександр III розпорядився, щоб всі замовлення імператорської сім'ї виконувалися на заводі в двох примірниках — один повинен був залишатися в музеї заводу. Традиція регулярного поповнення заводського музею була збережена і в XX столітті, в тому числі в радянську епоху.
Колекція музею двічі евакуювалася, перший раз — восени 1917 р. її вивезли в Петрозаводськ (до 1918 р.), другий — у 1941 р., коли експонати були вивезені до Ірбіту (Урал).
У 1920-х на заводі творили відомі художники-супрематистів — Казимир Малевич, Ілля Чашник, Микола Суєтін.
На заводі працював видатний вчений Качалов Микола Миколайович (20 червня 1883, Санкт-Петербург — 19 червня 1961, Ленінград), хімік-технолог, фахівець в області оптичного скла, один з перших вітчизняних розробників технології його варіння і засновник теорії його холодної обробки (шліфування й полірування), організатор науки і виробництва, організатор мистецького стеклоделія. Лауреат Сталінської премії другого ступеня (1947), член-кореспондент АН СРСР (1933).
Протягом більш ніж 60 років на заводі працював віртуоз російського традиційного стилю Олексій Вороб'євський. З 2002 завод є власністю глави «Уралсиба» Миколи Цвєткова. З 2005 за рішенням акціонерів знову називається «Імператорський порцеляновий завод».

## Кобальтова сітка
Серед безлічі декорів порцеляни й різноманітних візерунків, одним з найбільш знаменитих і впізнаваних є «кобальтова сітка». Цей розпис, яка вперше прикрасила порцеляну в 1945 році, вже стала класикою декоративного мистецтва і фірмовим, відмітним знаком Ломоносовського порцелянового заводу (Імператорського порцелянового заводу), майстром якого і була створена. Знаменитий візерунок придумала художниця Анна Яцкевич. Правда, спочатку він був не кобальтовим, а золотим. Сервізи з таким візерунком на ЛФЗ стали випускати відразу після війни, в 1945 році. А через рік Яцкевич інтерпретувала свій візерунок і створила з золотою сіточки ту саму знамениту кобальтову. Їм вона вперше розписала чайний сервіз форми «Тюльпан» Серафими Яковлевої. У 1958 році «Кобальтове сітка» — простий і елегантний узор, підкорила світ. У цьому році відбулася Всесвітня виставка в Брюсселі, де Ломоносовський порцеляновий завод представив свої найкращі витвори, в тому числі і предмети, прикрашені цим розписом. Сервіз з «кобальтових сіткою» для виставки спеціально не готувався, він просто входив у асортимент заводу, і тим несподіванішою стала для ЛФЗ нагорода — за візерунок і форму сервіз отримав золоту медаль.
Сама ж Ганна Адамівна Яцкевич (1904–1952), випускниця Ленінградського художньо — промислового технікуму (1930 р.). Працювала на ЛФЗ з 1932 по 1952 р. Художник по розпису порцеляни. Слава до неї, як до створювачці знаменитої «кобальтових сітки» прийшла тільки після смерті. Про тріумф своєї розпису в Брюсселі вона, на превеликий жаль, так і не дізналася.
Історія створення сервізу пов'язана з олівцем, яким художниця Анна Яцкевич нанесла на порцеляну свій знаменитий візерунок. У ті часи на ЛФЗ виникла ідея використовувати так званий кобальтовий олівець. Зрозуміло, олівець був звичайним, зробленим на фабриці «Сакко і Ванцетті», а ось стрижнем його була порцелянова фарба. Художникам заводу олівець не сподобався, тільки Ганна Яцкевич вирішила спробувати новинку і розписала їм перший примірник сервізу «Кобальтове сітка». Так це чи ні, але цей екземпляр сервізу зараз знаходиться в експозиції Російського музею. «Кобальтове сітка», як вважають фахівці дуже виграшно виглядала на сервізі форми «Тюльпан», вона вдало обігравала його і надавала йому урочистість. Згодом цим розписом стали прикрашати на ЛФЗ (ІФЗ) та інші вироби: кавові і столові сервізи, чашки, вази і сувеніри. До речі, Ганні Яцкевич належить і інший внесок у розвиток порцелянового заводу — вона автор знаменитого логотипу ЛФЗ (1936 р.), який зображений на всіх виробах підприємства.
1. ↑  Servies van Anna Paulowna — 1815.